# Ходмезьовашархей
Ходмезьовашархей (на унгарски: Hódmezővásárhely) е град в Унгария. Населението му е 41 781 души (1 януари 2024), а площта е 483,22 кв. км. Намира се в часова зона UTC+1.
Пощенският му код е 6800, а телефонния 62.

## Личности
Родени
- Шандор Рац (1913 – 2013), унгарски политик